# Saint-Amans-Valtoret

Saint-Amans-Valtoret este o comună în departamentul Tarn din sudul Franței. În 2009 avea o populație de 935 de locuitori.

## Evoluția populației
| An        | 1975  | 1982 | 1990 | 1999 | 2006 | 2009 |
| --------- | ----- | ---- | ---- | ---- | ---- | ---- |
| Populație | 1.020 | 920  | 985  | 966  | 920  | 935  |